# Cross Purposes Live
A Cross Purposes Live az angol Black Sabbath heavy metal zenekar 1995-ben megjelent koncertlemeze. A korongon Iommi és Geezer mellett Tony Martin énekes és Bobby Rondinelli dobos hallható. A koncertfelvétel Londonban készült 1994. április 13-án, a Hammersmith Apolloban. A kiadvány akkoriban egy CD+VHS dobozban is megjelent, de ma már DVD-n is kapható. Ezen a verzión még szerepel a Feels Good to Me című szám klipje is.

## Számlista
Az összes dalt Ozzy Osbourne, Tony Iommi, Geezer Butler és Bill Ward jegyzi, kivéve ahol fel van tüntetve.
1. "Time Machine" (Ronnie James Dio, Iommi, Butler)
2. "Children of the Grave"
3. "I Witness" (Tony Martin, Iommi, Butler)
4. "Into the Void"
5. "Black Sabbath"
6. "Psychophobia" (Martin, Iommi, Butler)
7. "The Wizard"
8. "Cross of Thorns" (Martin, Iommi, Butler)
9. "Symptom of the Universe"
10. "Drum Solo"
11. "Headless Cross" (Martin, Iommi, Powell)
12. "Paranoid"
13. "Iron Man"
14. "Sabbath Bloody Sabbath"

### Koncertvideó
1. "Time Machine"
2. "Children of the Grave"
3. "I Witness"
4. "The Mob Rules"
5. "Into the Void"
6. "Anno Mundi"
7. "Black Sabbath"
8. "Neon Knights"
9. "Psychophobia"
10. "The Wizard"
11. "Cross of Thorns"
12. "Symptom of the Universe/Drum Solo"
13. "Headless Cross"
14. "Paranoid"
15. "Iron Man"
16. "Sabbath Bloody Sabbath"

## Közreműködők
- Tony Martin – ének
- Tony Iommi – gitár
- Geoff Nicholls – billentyűs hangszerek
- Geezer Butler – basszusgitár
- Bobby Rondinelli – dob